# Otto Taschenberg
Ernst Otto Wilhelm Taschenberg, född 23 mars 1854 i Zahna vid Wittenberg, död 30 mars 1922 i Halle an der Saale, var en tysk zoolog. Han var son till Ernst Ludwig Taschenberg.
Taschenberg blev 1885 assistent vid zoologiska institutet i Halle an der Saale och 1888 professor där. Förutom flera deskriptiva zoologiska avhandlingar, till exempel om lopporna, Die Flöhe (1880), och om fågellössen, Die Mallophagen (1882), utgav han de historiska undersökningarna Die Lehre von der Urzeugung (1882) och Die Lehre von der Parthenogenesis (1892); vidare Die Geschichte der Zoologie an der Universität Halle (1894). Framför allt är dock hans namn knutet till det omfattande bibliografiska huvudarbetet Bibliotheca zoologica (åtta band, 1887–1923).